# Казарма 1404 км
Каза́рма 1404 км (рос. Казарма 1404 км) — хутір у складі Новосергієвського району Оренбурзької області, Росія.

## Населення
Населення — 9 осіб (2010; 10 у 2002).
Національний склад (станом на 2002 рік):
- росіяни — 80 %